# Antoine Giauna
Antoine Giauna, né le 25 septembre 1914 à Dolceacqua, mort centenaire le 31 janvier 2015 à Monaco, est un ancien coureur cycliste né italien et naturalisé français le 28 mars 1934. Professionnel de 1940 à 1951, il a remporté le Grand Prix de Monaco en 1950. Il est surnommé « Tonin ».

## Palmarès
- 1940
  - Nice-Monaco-Nice[3]
- 1941
  - 2e du Tour de Corrèze
  - 3e du Grand Prix de Fréjus
- 1942
  - 4e étape du Circuit du Ventoux
  - 2e du Grand Prix de Fréjus
- 1943
  - 2e du Grand Prix de Nice
- 1945
  - 2e de Marseille-Nice
- 1946
  - Circuit boussaquin
  - Grand Prix de Nice
- 1947
  - 3e du Critérium d'Auvergne
- 1948
  - 10e du Tour d'Espagne
- 1949
  - 3e du Grand Prix de Nice
- 1950
  - Grand Prix de Monaco
  - 2e du Grand Prix de Monaco[4]
  - 2e de Nice-Puget-Théniers-Nice
  - 3e du Grand Prix de Cannes

### Résultats sur les grands tours

#### Tour d'Italie
1 participation
- 1946 : abandon

#### Tour d'Espagne
1 participation
- 1948 : 10e